# Ковалёв, Николай Васильевич
Николай Васильевич Ковалёв (1888—1969) — русский и советский ботаник и агроном.

## Биография
Николай Васильевич Ковалёв родился в селе Глушково Курской губернии 8 (20) января 1888 года. Учился в сельскохозяйственном училище, после чего был призван в армию. Командир разведывательной команды, получил ранение и был награждён Георгиевским крестом.
В 1919 году Ковалёв стал членом РКП(б) и вступил в Красную Армию, принимал участие в боевых действиях в Крыму. После 1922 года работал учителем в школе, агрономом, а также в партийных органах Курской губернии. В 1927 году Николай Васильевич переехал в Москву, где стал главой отдела растениеводства Наркомзема. В 1928 году Ковалёв был назначен директором Никитского ботанического сада, в 1929 году — директором Всесоюзного института защиты растений. С 1931 года работал заместителем директора Всесоюзного института растениеводства.
В 1936 году Ковалёв при поддержке Н. И. Вавилова получил степень кандидата сельскохозяйственных наук без защиты диссертации. Затем он стал директором Майкопской опытной станции. В июне 1941 года Николай Васильевич был арестован по доносу одного из противников Вавилова, написанного ещё в 1937 году, и сослан в Казахстан на 5 лет.
После освобождения работал в мясо-молочном совхозе, в 1946 году был назначен заведующим плодового отдела Среднеазиатской станции ВИРа. С 1951 года Николай Ковалёв работал в Узбекском институте садоводства, виноградарства и виноделия. В 1959 году вернулся в Майкоп, где изучал плодовые культуры рода Слива.
В 1968 году награждён орденом Красной Звезды.
14 июня 1969 года Николай Васильевич Ковалёв скончался.

## Некоторые научные работы
- Ковалёв Н. В. Род 762. Слива — Prunus Mill. // Флора СССР = Flora URSS : в 30 т. / гл. ред. В. Л. Комаров. — М. ; Л. : Изд-во АН СССР, 1941. — Т. 10 / ред. тома Б. К. Шишкин, С. В. Юзепчук. — 673 с. — 5000 экз.

## Виды растений, названные в честь Н. В. Ковалёва
- ×Sorbaronia kovalevii Mezhenskyj, nom. inval.